# Музей караимской истории и культуры
Музей караимской истории и культуры — музей в городе Галич Ивано-Франковской области Украины. Освещает религиозный культ, традиции, историю галицких караимов. Является филиалом Национального заповедника «Древний Галич». Открыт в 2004 году. Основные направления работы музея — выявление, исследование и популяризация культурного наследия галицкой караимской общины. Музей относится к памятникам истории Украины.

## История создания
Идея создания музея возникла в конце 1990-х годов. В то время караимская община Галича насчитывала 8 человек. Безвозвратное вымирание общества несло угрозу исчезновения значительного пласта духовной и материальной культуры. Предварительное изучение сохранившихся обществом культурных ценностей подтвердило возможность создания полноценной музейной коллекции. В 2000 году было достигнуто соглашение о приобретении жилого караимского дома конца XIX века, расположенного в центре города. В 2001 году была разработана концепция и эскизы реставрации по приспособлению купленного дома для музейных нужд (авторы И. Юрченко, А. Береговский), заказано изготовление проектно-сметной документации в Ивано-Франковском филиале УРСНРИ «Укрзахидпроектреставрация».
После завершения проектных работ начались реставрационно-ремонтные работы, поиск материлов для музейного фонда(при активном участии Янины Ешвович). Были найдены: пергаментный свиток Торы конца ХVIII века, молитвенные рукописные книги, детали интерьера галицкой кенассы и другие. Сегодня коллекция караимского фонда насчитывает около 3000 экспонатов, хранящихся в фондохранилище и экспонируемых в музее.
Тематико-экспозиционный план был разработан младшей научной сотрудницей музея Натальей Васильевной Юрченко. На его основе создана экспозиция, открытие которой было посвящено 10-летию создания Национального заповедника «Древний Галич».

## Экспозиция
В музее три зала. Экспозиция первого зала музея представляет культовые и обрядовые вещи галицких караимов: религиозные книги, детали интерьера галичской кенассы (караимского храма), ризу и молитвенный шарф караимского священнослужителя, печать и другие.
Во втором зале освещается история караимов в прошлом веке. На протяжении всей истории своего существования галичская община караимов была малочисленна, но в XX веке подошла к грани исчезновения. Виной сокращения галицкого караимского населения была эпидемия тифа, а также миграция в годы Второй мировой войны. В этом зале  экспонируются документы (свидетельства о рождении, о заключении бракаи прочее). Некоторые предметы обихода, которые представлены в музее, связаны с обрядами караимов, похожими на обряды иудаизма. Известно, что на Пасхальные праздники пользовались отдельным набором посуды. Сутки в их представлении начинались с закатом Солнца, все праздники начинались вечером.  Среди экспонатов: талки, кеслер, цемевицы, цемевиц-бицак и т. д.
В третьем зале представлен процесс расселения караимов по разным уголкам мира, а также – общее состояние их общины на сегодня.
В состав музейного комплекса входят также десять сохранившихся караимских домов начала XX века и фундаменты кенассы.
В Галиче, как свидетельствуют исторические источники, первая деревянная кенаса была построена в XVI веке. В 1836 году на месте храма, который сгорел во время пожара 1830 года, был построен новый. Его строительством в то время занимался председатель галичской караимской общины газан Абрагам Леонович (1801-1851 гг.). В 1870 году галицкие караимы построили каменную кенассу с моша-зекеним (сидения для старцев)  зеканим на иврите это старики, ярусом для женщин и центральной частью (шулхан на иврите шульхан это стол)  для мужчин. В 1913 году после очередного пожара кенасса была восстановлена, но уже в 1916 году, во время наступления войск генерала Брусилова, снова разрушена. В 1926 году, при помощи польского правительства, восстановлена, в 1985 году, в связи со строительством многоэтажного дома, разрушена.

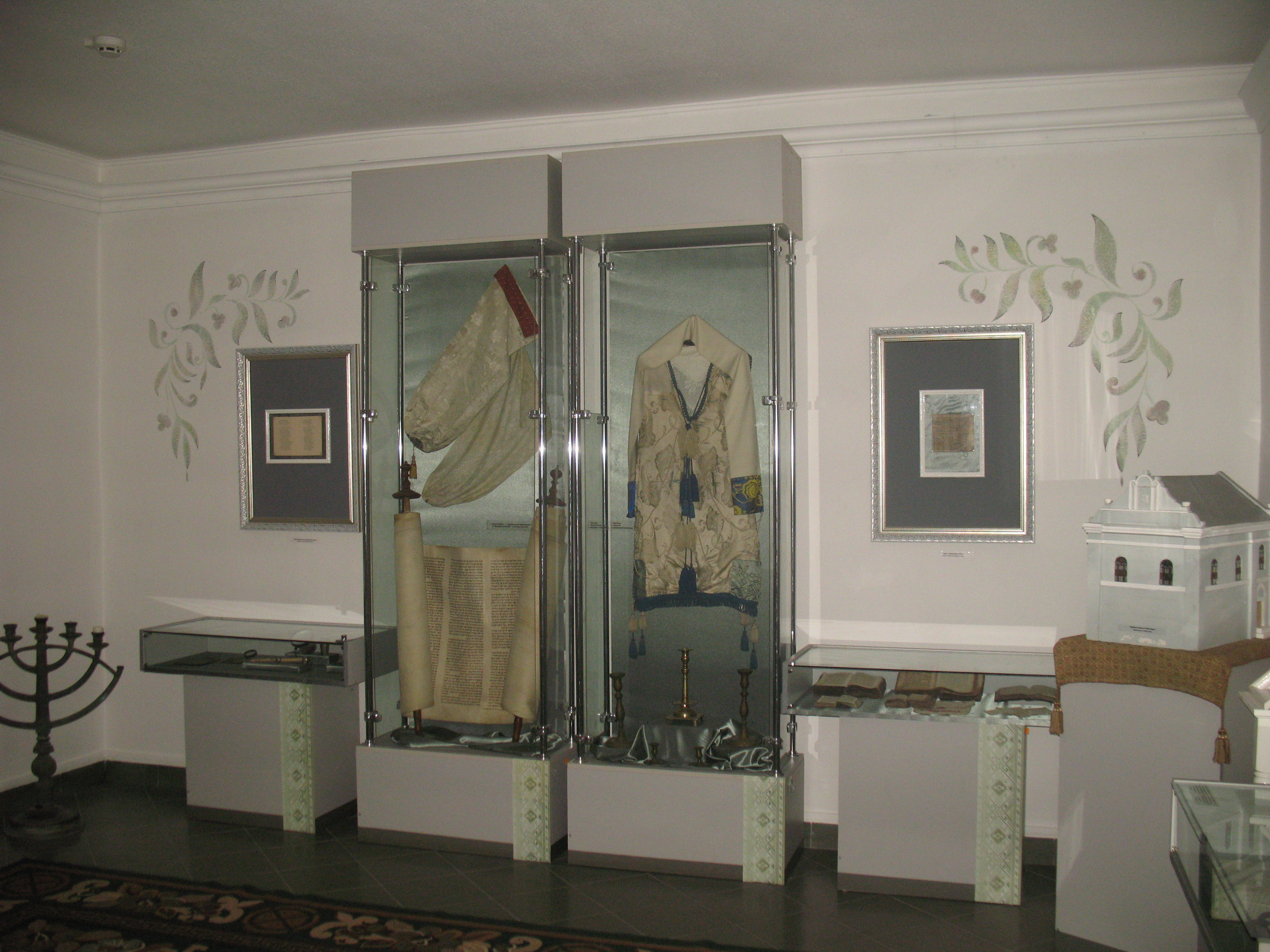
Зал религиозного культа караимов
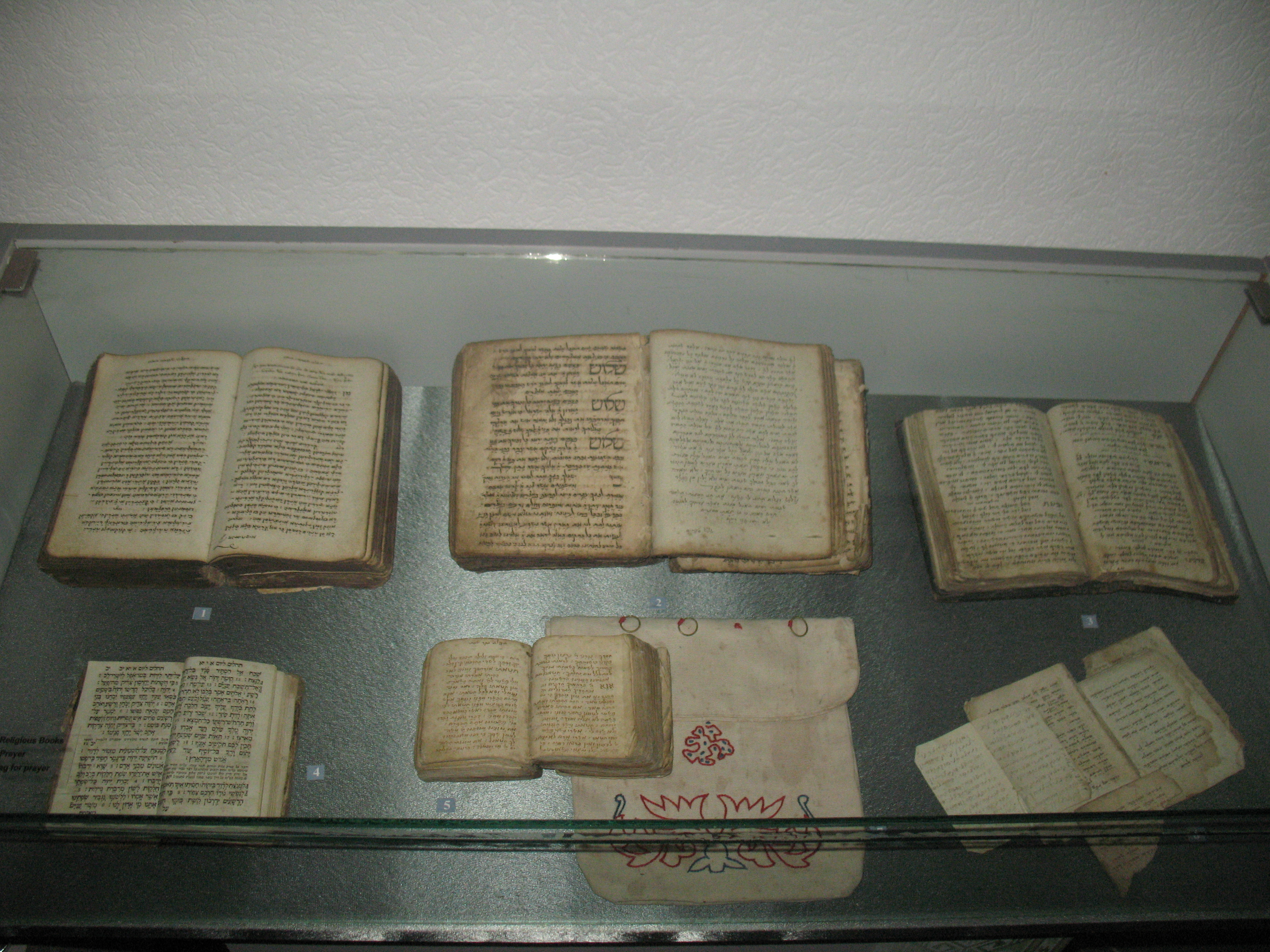
Рукописные и печатные религиозные книги
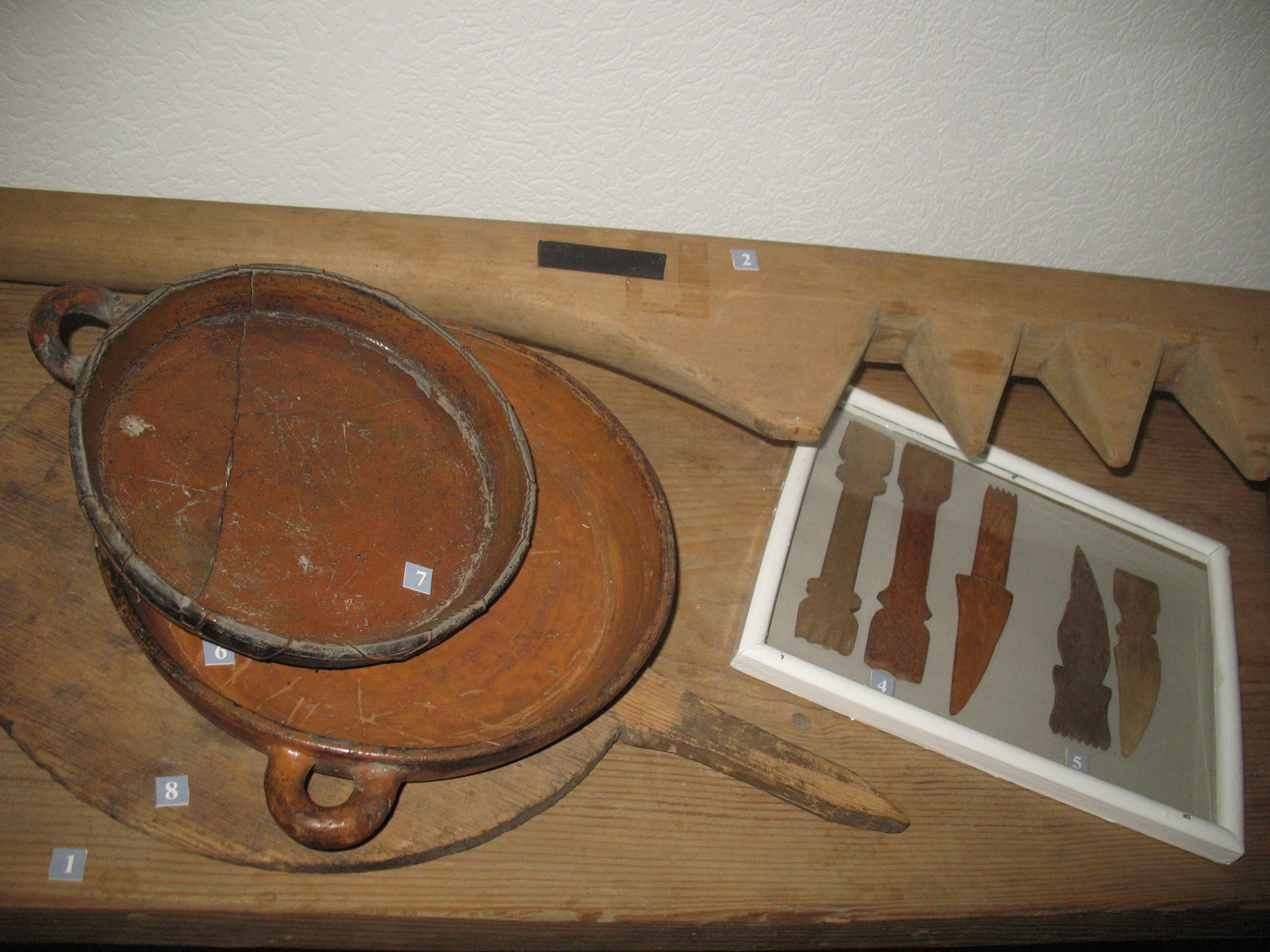
Талки, кеслер, цемевицы, цемевиц-бицак – служили для приготовления тимбила
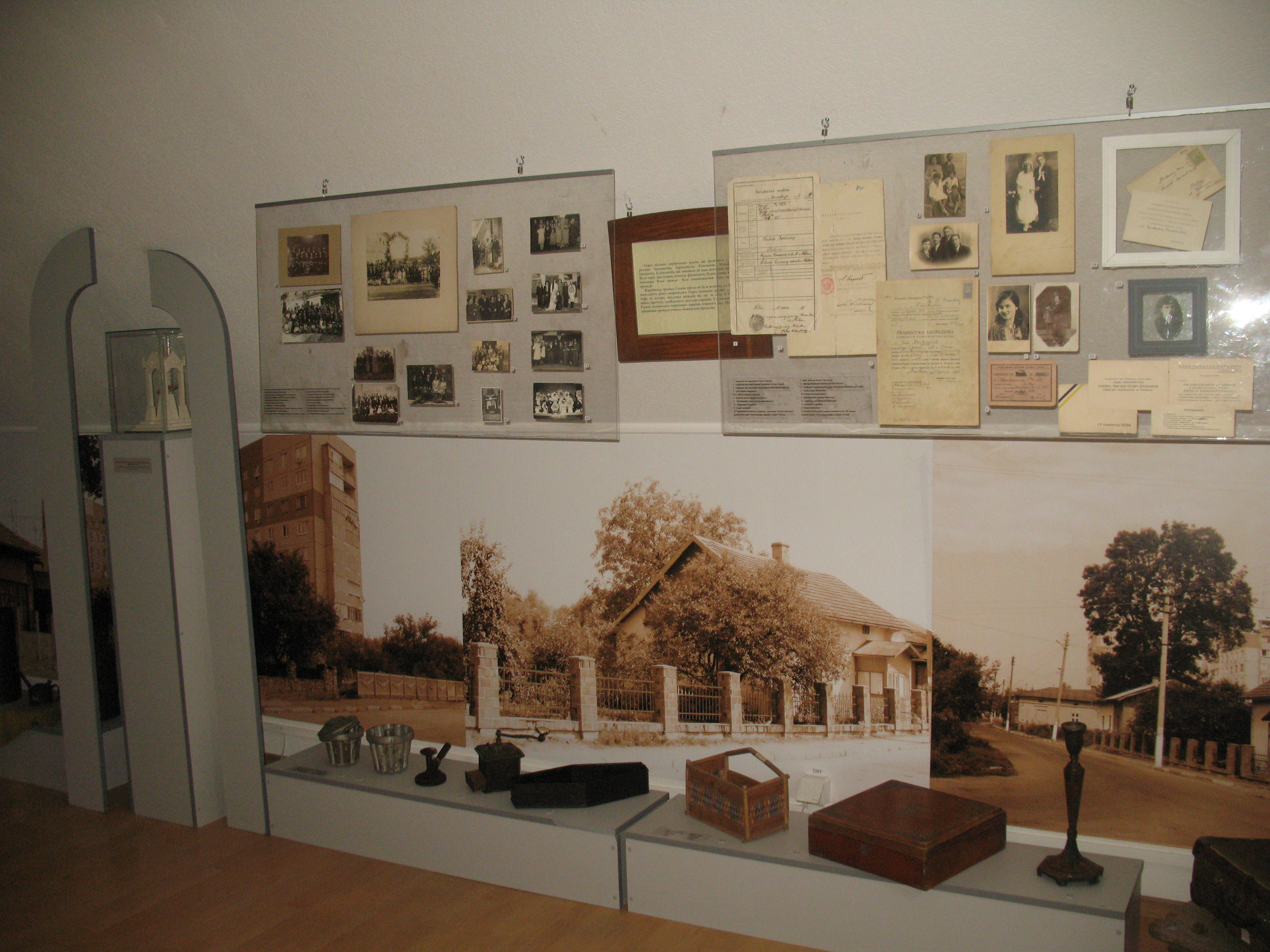
Зал истории галицких караимов